# Marele larg 120-celule stelat

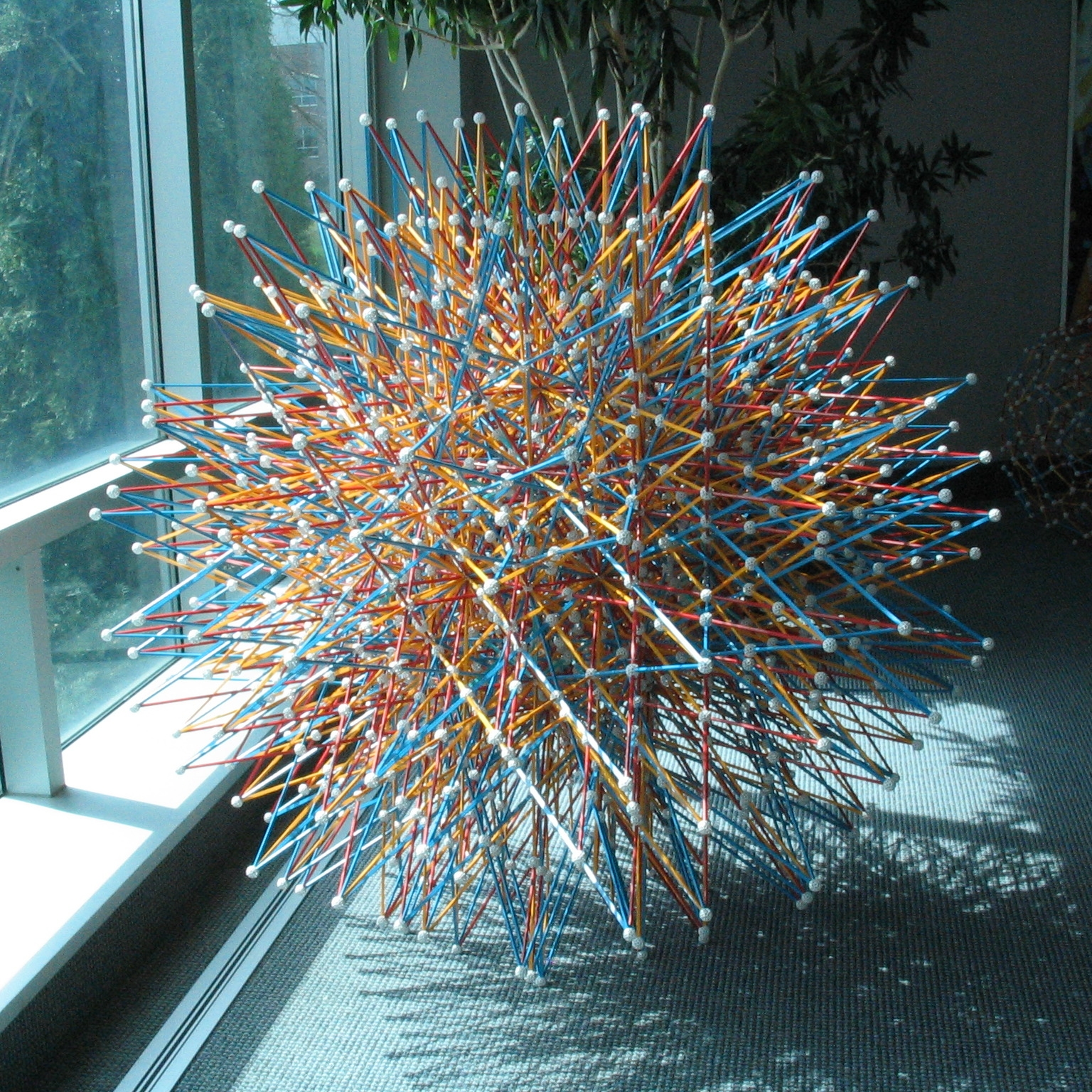
Model Zome

În geometrie marele larg 120-celule stelat sau marele larg dodecaplex stelat este un politop cvadridimensional stelat regulat. Cele 120 de celule ale sale sunt mari dodecaedre stelate. Are 600 de vârfuri, fiind unic din acest punct de vedere între cele cele 10 politopuri Schläfli–Hess regulate, 1200 de laturi și 720 de fețe. Are simbolul Schläfli {5/2,3,3}.
Are același aranjament al fețelor cu 120-celule.
Împreună cu dualul său formează compusul de marele larg 120-celule cu largul 600-celule.

## Imagini
| H4                                       | A2 / B3                                  | A3 / B2                                  |
| marele larg 120-celule stelat, {5/2,3,3} | marele larg 120-celule stelat, {5/2,3,3} | marele larg 120-celule stelat, {5/2,3,3} |
| ---------------------------------------- | ---------------------------------------- | ---------------------------------------- |
|                                          |                                          |                                          |
| [10]                                     | [6]                                      | [4]                                      |
| 120-celule, {5,3,3}                      |                                          |                                          |
|                                          |                                          |                                          |

## Ca stelare
Marele larg 120-celule stelat este stelarea finală a 120-celule și este singurul 4-politop Schläfli-Hess care are 120 de celule pe anvelopa sa convexă. În acest sens, este analog cu marele dodecaedru stelat tridimensional, care este stelarea finală a dodecaedrului și singurul poliedru Kepler–Poinsot care are dodecaedrul drept anvelopă convexă. Marele larg 120-celule stelat este dual cu largul 600-celule, care ar putea fi luat ca un analog cvadridimensional al marelui icosaedru, dual al marelui dodecaedru stelat.
Laturile marelui larg 120-celule stelat sunt în raportul φ6 față de cele ale nucleului 120-celule aflat adânc în interiorul 4-politopului și sunt φ3 față de cele ale micului 120-celule stelat aflate adânc în 4-politop.